# 124. østlige længdekreds
Den 124. østlige længdekreds (eller 124 grader østlig længde) er en længdekreds, der ligger 124 grader øst for nulmeridianen. Den løber gennem Ishavet, Asien, Stillehavet, det Indiske Ocean, Australasien, det Sydlige Ishav og Antarktis.